# Lazarus Salii

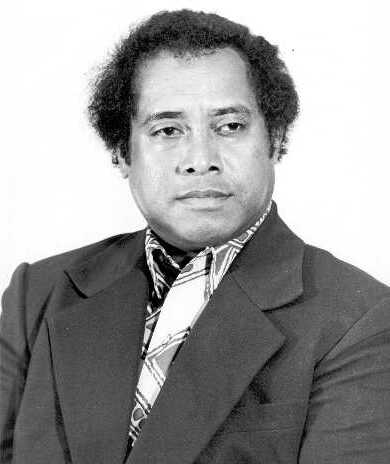
Lazarus Salii

Lazarus Salii (* 17. November 1936 in Angaur; † 20. August 1988 in Koror) war ein palauischer Politiker.

## Leben
Nach seinem Abschluss an der Highschool 1956 studierte Salii von 1957 bis 1961 Politikwissenschaft an der University of Hawaii.
Schon vor seiner Arbeit als Botschafter für Palau von 1981 bis 1984 bekleidete Salii mehrere politische Ämter, unter anderem wurde er 1967 zum Vorsitzenden des Congressional Comitee on Future Status of Micronesia gewählt. Im Jahr 1984 wurde er dann als Senator für Koror ein Mitglied des palauischen Kongresses. 
Am 25. Oktober 1985 wurde Salii mit einer Mehrheit von 53,6 % ins Amt des Staatspräsidenten des damals noch nicht unabhängigen Staates Palau gewählt. Er gewann gegen seinen Vorgänger Alfonso Oiterong, der nach dem Tod Hauro Remeliiks im Juni 1985 als dessen gewählter Vizepräsident die Amtsgeschäfte bis zu dieser Neuwahl fortführte.
Noch vor Ende seiner Amtszeit – er war auf vier Jahre gewählt worden – starb Salii am 20. August 1988 in Koror, dem größten Ort des Staates Palau, durch Selbsttötung. Bis zur Wahl eines Nachfolgers führte Thomas Remengesau Sr. die Amtsgeschäfte weiter, wie er das bereits nach der Ermordung Haruo Remeliiks drei Jahre zuvor für drei Tage getan hatte. Am 1. Januar 1989 übernahm Ngiratkel Etpison das Präsidentenamt.